# すずきかすみ
鈴木 カスミ（すずき かすみ、1981年6月2日 -　）は、日本のタレント、元レースクイーン。静岡県浜松市出身。愛称は「かっちゅ」。

## 来歴
- 2005年：ワンエイトプロモーションに所属。同年、フォーミュラ・ニッポン「KONDO Racing」ROARガールとしてレースクイーンデビュー。
- 2006年：フォーミュラ・ニッポン「Team 5ZIGEN」レースクイーンを務める。
- 2007年：SUPER GT「Rolling Stone Real Racing」レースクイーンを務める一方、HERO'S（格闘技団体）ラウンドガールとしても活躍[1]。
- 2008年：SUPER GT「TEAM CUSCO サーキットレディ」（第5戦から参加）。
- 2009年：スーパー耐久「Faust Racing Team」レースクイーン（第3戦から参加）。
- 2010年：黒沢美怜、小西かいり、佐崎愛里と共にSUPER GT「RIRE RACING GIRLS」の一員として活躍。
- 2011年4月12日：ワンエイトプロモーションを退所。その後開幕した同年のSUPER GTでは「RIRE RACING TEAM」のコントローラーを務める。
- 2012年：「すずきかすみ」から「鈴木カスミ」に改名[2]。同年、「D'Stationフレッシュエンジェルズ」のコントローラーに就任[3]し、2017年現在も継続している[4]。
- 2019年12月末を最後にブログの更新が止まっているため、2021年11月現在の消息は不明である。

## 人物
- 趣味：料理、陶芸、歌うこと
- 特技：ゴルフ、バイオリン
- 好きな色：白、黒、ピンク

## その他の活動
- SUPER GT「太陽石油レースクイーン」（2005年）
- 三菱ふそうファイターガール（2006年）
- エスエス製薬「エスカップクイーンズ」（2007年）
- 東京オートサロン「SUZUKI」ブースモデル（2006年 - 2009年）

### テレビ出演
- ブログタイプ（フジテレビ）
- 『ぷっ』すま（テレビ朝日）
- Matthew's Best Hit TV（テレビ朝日）
- なりあがり（TBS）
- ポシュレヌーボ（日本テレビ）
- 笑いの金メダル（ABC）
- バカヂカラ（TOKYO MX）

## DVD
- 「precious…」（ビーエムドットスリー・2005年11月発売）